# Rigó Alajos
Rigó Alajos (Tömörkény, 1916. június 17. – Szentes, 1976. július 20.) tanító, zene- és gyógypedagógus, 1966 és 1976 között a szentesi Állami Gyógypedagógiai Iskola igazgatója. Újszerű gyógypedagógiai módszerei, fáradtságot nem ismerő munkabírása, humanizmusa, valamint sokoldalú tevékenysége tette népszerűvé kortársai előtt.

## Élete
Édesapja Rigó Mihály állami tanító volt Tömörkényen, édesanyja Gréczi Emília háztartásbeli. Népes családban látta meg a napvilágot, szüleinek 13. gyermekeként. Az elemi iskoláit helyben végezte el, a polgárit Csongrádon. A Szegedi Tanítóképzőben 1936-ban szerzett kántortanítói oklevelet.
A világháború kitörésekor behívták katonának, ahol póttartalékos kiképzésben részesült. Rendfokozata címzetes őrvezető. Hadműveleti területen nem járt. 1943-ban megnősült, felesége Lőrincz Mária lett, aki később sokat segítette férjét kulturális területen. Egy gyermekük született, Tibor (1947).
A háború idején a visszacsatolt Felvidékre került, ahol korábbi állomáshelyeihez hasonlóan pedagógusi tevékenységet folytatott. A háború után hazatért szülőfalujába, ahol a szülei halálozása következtében magára maradt, és gyámolításra szoruló nővérének viselte gondját.
Tömörkény-Újmajorban, a Pallavicini őrgróf volt uradalmában felállított elemi iskolában kezdett oktatni. Az agilis pedagógusra hamar felfigyelt környezete, elismerésekkel halmozták el személyét, ám életébe beleszólt a politika. 1953-ban „felsőbb utasításra” elmozdították állásából. Az ok: felesége szülei kulákok voltak. Ettől kezdve szinte hetente, havonta osztották be más és más munkahelyre, míg végül 1954 februárjától a szentesi Állami Gyógypedagógiai Iskolába került. Innen már nem helyezték tovább. Az iskola megbecsült pedagógusa lett, ahol 1966-ban igazgatóvá is megválasztották. Nyugalomba vonulását követő hónapban, hatvanévesen hunyt el.

## Pedagógiai tevékenysége
1945-től kezdett oktatni szülőfalujában, ahol hamar népszerűvé vált kollégái és tanítványai, de az egész falu körében. Az első nyári szünetet az addig iskolázatlan zsellér gyermekek tanításával, felzárkóztatásával töltötte, analfabéta tanfolyamokat indított, községi könyvtárosként fellendítette a környék olvasómozgalmát, mellette 80 tagból álló népi együttest szervezett, s aktívan részt vett a helyi iskola és kultúrotthon építkezésén is. Munkájának elismeréseként Tömörkényen, Csanyteleken és Felgyőn is őt választották az iskola igazgatójává. A kényszerű munkahelyváltozás hozta Szentesre, ahol a helyi gyógypedagógiai általános iskola tanítója lett.
Az iskola abban az időben down-szindrómásokat, közepesen súlyos értelmi fogyatékosokat és mozgássérülteket is befogadott. A tanítás nehézségeit jól érzékelteti a tanár úr 1954 novemberében írt „Elsőnegyedévi kiértékelés” című beadványa:
… az osztály háromnegyedrésze nem tud beszélni, vagy beszédhibás, kik közül egyesek még súlyos mozgáshibában szenvednek. Általánosságban az osztályomban túlnyomórészt igen súlyos a szellemi fogyatékosság. A legtöbb tanulóm figyelmét tartósan egyhelyre koncentrálni képtelen. Egyik része teljesen passzív, szótlan, cselekvőképtelen, másik része túlzottan és betegesen mozgékony. Mint olyan, aki első ízben foglalkozom ilyen tanulókkal, rendkívül nagy problémát ad oktatásuk, nevelésük, a velük való módszeres foglalkozás.
A tanár úr igyekezett minden gyermek képességeit feltárni és azokat szem előtt tartva, egyénre szabott tervekkel, maga által gépelt ötletes feladatlapokkal foglalkozni velük. Kiemelt fontosságúnak tartotta az egyéni bánásmód elvének érvényesítését. Az előrehaladás érdekében – tanítási órán kívül – szinte naponta töltött egy-két órát leggyengébb tanulóinak korrepetálásával. Minden apró sikernek tudott örülni. Részlet egy 1959-ben írott beszámolójából:
Bár osztályzattal nem lehet kifejezni, mégis igen szép fejlődésnek könyvelhető el beszédnevelésből Nagy Imre, Fórián Zsuzsa és Fekete Mária beszédjavulása. Igen sok új és jól kiejtett szava van Nagy Imrének, Fórián Zsuzsa és Fekete Mária pedig kezdenek mondatokban is beszélni. Balog Ilona az írás terén ért el óriási eredményeket. Szeptemberben írásképtelen volt, s ma már az egyes betűket a felismerhetőséget megközelítve másolja, minden különösebb biztatás nélkül.
Gyógypedagógiai munkássága során sokat foglalkozott újfajta szemléltető eszközök készítésével, melyek az írás, a számolás, az ének-tanítás és a finommozgás készségének fejlesztését tudták elősegíteni. Az egyszerű, hétköznapi tárgyakból kifejlesztett eszközöket országos kiállításon is bemutatták. A Munkaügyi Minisztérium Módszertani Osztálya szóban és írásban egyaránt kifejezte elismerését.
Barátjának tudhatta a neves Kossuth-díjas gyógypedagógust, Bárczi Gusztávot, akivel rendszeres levelezést folytatott.
A Zenepedagógusok Munkaközösségének tagjaként zeneoktatást is végzett. Kiválóan játszott zongorán, orgonán és tangóharmonikán. Nincstelen diákjait és munkatársainak gyermekeit ingyen oktatta.
Rigó Alajos 1966. augusztus 1-én vette át az intézmény irányítását. 1972-ben segítségével jött létre Szentesen a leány Nevelőotthon. (Ez az intézmény 1994-ben a csongrádi fiúotthonnal és a gyógypedagógiai iskolával egyesült.)

## Személyisége
Rigó Alajos gyermek centrikus pedagógus volt. Rendszeresen vendégül látta a helyi nevelőotthon gondozottjait lakásán: játszott, kertészkedett, barátkozott a szülő nélkül, család nélkül élő diákokkal. Személye példaértékűvé vált mindazoknak, akik kapcsolatba kerültek vele. Optimizmus, humanitás, mélységes szakmaszeretet, sokirányú érdeklődés, fáradhatatlanság és rendkívüli humorérzék jellemezte. Egykori kartársai szerint soha nem volt mérges, mindig vidám volt. Jó kedélye átragadt környezetére is. Kapcsolataiban a domináns elem mindenkor az ember tisztelete, a bizalom és az önzetlen segítés volt. Mindezekhez párosult szakmai tekintélye és határozottsága, ami megkérdőjelezhetetlenné tette személyét. Megragadó tulajdonsága volt, hogy beosztottaival és feletteseivel egyformán tudott viselkedni.

## Elismerése
- Oklevél a Magyar Gyógypedagógusok Egyesülete célkitűzéseinek megvalósításában nyújtott kimagasló munkájáért (1976)

## Emlékezete
1999-ben az addig Csongrád Megyei Önkormányzat Óvoda, Általános Iskolája és Diákotthona néven bejegyzett gyógypedagógiai intézmény felvette a Rigó Alajos nevet.